# 漢皋
漢皋的「皋」是河邊陸地，「漢」指漢江的湖北河段，漢皋在古詩詞泛指漢江沿岸，明清漢口鎮水運樞紐興起，漢皋成為漢口鎮的專有別稱。

## 文學作品
漢水有「漢皋解佩」或「漢女解佩」的傳說，相传周代郑交甫于汉皋台下遇二女，二女解佩相赠，衍生詩作例如张衡《南都赋》：“耕父扬光於清泠之渊，游女弄珠於汉皐之曲。”
明万历二十六年[1598年]，湖北江夏縣人熊廷弼赴京趕科考路過河南漯河集鎮周家渡口（今周口市），寫下《过周家口》，“万家灯火侔江浦，千帆云集似汉皋”，將周家渡口與他家鄉漢口鎮相提並論，而兩者均為明代興起的水運樞紐。他同年進士。